# Pedro Borbón, Jr.
Pedro Félix Borbón Marte (nacido el 15 de noviembre de 1967 en Mao) es un ex lanzador dominicano que jugó en las Grandes Ligas de Béisbol. Jugó durante nueve temporadas (1992-2003) con cuatro equipos, incluyendo cuatro temporadas con los  Bravos de Atlanta, y tres temporadas con los Azulejos de Toronto. Borbón fue sobre todo un lanzador de relevista.
Asistió a la DeWitt Clinton High School en El Bronx.
Pedro Borbón Jr. jugó con los Bravos de Atlanta 1995, quienes ganaron la Serie Mundial de ese año. Pedro lanzó una entrada importante en la Serie Mundial de 1995. Los Bravos llevaban 2 juegos a 1 sobre los Indios de Cleveland. Sin embargo, el principal cerrador de los  Bravos, Mark Wohlers, estuvo vacilante después de haber lanzado dos entradas y dos tercios el día anterior. Wohlers le permitió a los Indios anotar una carrera y poner un corredor en segunda en el noveno inning del 4.º partido sin hacer ningún out. Pedro Borbón Jr., luego, entró a relevar a Wohlers, y rápidamente ponchó a Jim Thome y a Sandy Alomar, Jr., mientras que consigue que Kenny Lofton  diera un fly al jardín derecho. Borbón salvó el partido, y puso a los Bravos alante 3 partidos a 1 en la serie. Habían pasadoo diecinueve días desde que Borbón había tomado el montículo, y ponerlo a lanzar fue considerado un movimiento arriesgado por el mánager Bobby Cox. Algunos creen que, sin la actuación de Borbón, los Bravos de Atlanta no habrían ganado la Serie Mundial de 1995.
Su padre Pedro Borbón también fue un lanzador de Grandes Ligas, jugando para los Rojos de Cincinnati y tres otros equipos desde 1969 hasta 1980, ganando la Serie Mundial dos veces con los Rojos.